# Wilhelm Späth
Wilhelm Späth (* 11. November 1948 in Heitersheim) ist ein deutscher Diplomat.

## Leben
Von 1967 bis 1969 studierte Wilhelm Späth Geographie, Geschichte und Politik in Freiburg, Bonn und München. Am 24. Juli 1973 legte er die wissenschaftliche Prüfung ab. Von 1973 bis 1974 studierte Späth in Gainesville (Florida) Lateinamerikanistik und Journalismus. 1981 trat Späth in den auswärtigen Dienst. Von 1983 bis 1991 wurde er im Bundeskanzleramt in Bonn, in der deutschen Botschaft in Tokio, bei der EU in Brüssel und im Außenministerium in Bonn beschäftigt. Von 1991 bis 1993 war Späth Botschafter in Bangui, Zentralafrikanische Republik. Von 2001 bis 2003 war Späth ständiger Vertreter des Konsuls in Osaka-Kōbe. Von 2007 bis 2010 war Späth Generalkonsul in Marseille. 2010 wechselte er als Gesandter an die Deutsche Botschaft in Belgien. 2014 trat er dort in den Ruhestand.